# Catasigerpes nigericus
Catasigerpes nigericus är en bönsyrseart som beskrevs av Giglio-tos 1915. Catasigerpes nigericus ingår i släktet Catasigerpes och familjen Hymenopodidae. Inga underarter finns listade i Catalogue of Life.